# アントールドレジェンド ダークキングダム
『アントールドレジェンド ダークキングダム』（Untold Legends Dark Kingdom）は、北米のPSP発売日のローンチタイトル「Untold Legends: Brotherhood of the Blade」（国内タイトル名：アントールドレジェンド 〜ウナタカの勇剣〜）の第2作目。
今作はプレイステーション3用ソフトとして、日本国内では2007年2月22日に発売された。

## 概要
制作には『ダンジョンズ&ドラゴンズ』の作者「キース･ベイカー」が協力し、BGMにはエミー賞受賞者である「ローラ・カープマン」の作曲でチェコ・フィルハーモニー管弦楽団で有名なプラハのルドルフィナム・ドヴォルザークホールで演奏された曲を使用しており、豪華キャスティングと豪華内容となっている。